# Чернокорема дървесна патица
Чернокоремата дървесна патица (Dendrocygna autumnalis) е вид дървесна патица, която се среща от най-южните части на САЩ и тропическа Централна Америка до централните части на Южна Америка. В САЩ се среща целогодишно в част от югоизточен Тексас, а сезонно обитава Аризона и Мексиканския залив в района на Луизиана. Макар и далеч по-рядко, видът се среща и във Флорида, Арканзас, Джорджия и Южна Каролина.
В Мексико наричат чернокоремата дървесна патица pato maízal („царевична патица“) заради навика ѝ да посещава царевични полета след жътва.
Чернокоремата дървесна патица е необикновен вид сред северноамериканските водни птици. С нейните дълги крака, особен външен вид и странни навици, тази патица е описана от един ранен американски орнитолог като „най-малко патешката сред патиците“. Понастоящем в Северна Америка броят на индивидите Dendrocygna autumnalis се увеличава.